# Грицаевка (Полтавская область)
Грицаевка (укр. Грицаївка) — село,
Красненский сельский совет,
Кобелякский район,
Полтавская область,
Украина.
Код КОАТУУ — 5321884203. Население по переписи 2001 года составляло 134 человека.

## Географическое положение
Село Грицаевка находится в урочище Глинщина, которое представляет собой сильно заболоченную местность с сильно заросшими озёрами.
На расстоянии в 2,5 км расположено село Красное.
Рядом проходит автомобильная дорога Р-52.

## История
Есть на карте 1869 года как хутор Грицаи
До 1910 года хутор Рубанки слился с Грицаями